# بادريندا
بلدية بادريندا (بالإسبانية: Padrenda) هي بلدية تقع في مقاطعة أورينسي التابعة لمنطقة غاليسيا شمال غرب إسبانيا.

## الديموغرافيا
بلغ عدد سكان بلدية بادريندا 2.355 نسمة عام 2011 (وفقاً للمعهد الوطني للإحصاء الإسباني).
| 2.843 | 2.707 | 2.629 | 2.474 | 2.405 | 2.367 | 2.355 |